# Filipeștii de Pădure
Filipeștii de Pădure – wieś w Rumunii, w okręgu Prahova, w gminie Filipeștii de Pădure. W 2011 roku liczyła 4955 mieszkańców.